# Heilmann & Littmann

Aktie über 1000 RM der Heilmann & Littmann Bau-AG vom 29. Juni 1939

Heilmann & Littmann war ein führendes deutsches Hoch- und Tiefbauunternehmen.

## Geschichte
Es geht auf das 1871 von Jakob Heilmann (1846–1927) in Regensburg gegründete Baugeschäft J. Heilmann zurück, das sich zunächst dem Eisenbahnbau, nach der Verlegung nach München im Jahre 1877 vor allem dem Hochbau widmete. 1892 entstand durch den Eintritt des Architekten Max Littmann (1862–1931), des Schwiegersohnes von Heilmann, die Heilmann & Littmann oHG (ab 1897 in der Rechtsform einer GmbH mit Richard Reverdy als weiterem Teilhaber und Geschäftsführer), die sich neben dem Bau von Wohnhäusern und Villen auf den Bau von Theatern und anderen Monumentalbauten spezialisierte und bald eines der größten Bauunternehmen in Süddeutschland wurde. Zu den bekanntesten von Heilmann & Littmann errichteten Bauwerken gehören die Villenkolonie Gern (ab 1892), das Hofbräuhaus am Platzl (1896–1897) und das Prinzregententheater (1900–1901) in München. Zudem war das Unternehmen für den Ausbau der Geschäftsarkaden im neuen Münchner Rathaus zuständig.
Nach dem Tod Jakob Heilmanns wurden die Baugeschäfte in München, Nürnberg und Berlin von der bereits 1897 gegründeten Heilmann’schen Immobilien-Gesellschaft AG übernommen, wodurch – nach verschiedenen Änderungen der Strukturen und der Firmen – 1934 die Heilmann & Littmann Bau-AG entstand. Vorstandsvorsitzender ab 1969/1970 war der schon zuvor dem Vorstand angehörige gebürtige Münchener Regierungsbaumeister und Generaldirektor Otto Auer (* 1909). Ende der 1970er Jahre erfolgte die Übernahme durch die Schörghuber Unternehmensgruppe. Diese beschloss die 1980 durchgeführte Fusion mit der KG Sager & Woerner  zur Heilit+Woerner Bau-AG, verkaufte diese aber 1988 zum symbolischen Preis von einer Mark an die Walter Bau AG. Zu einer förmlichen Fusion von H+W mit der Walter Bau AG kam es im Jahre 2000. Die ausgegliederte Straßenbausparte nannte sich seitdem Walter-Heilit Verkehrswegebau GmbH. Nach dem Zusammenbruch der Walter Bau AG vereinigt mit DYWIDAG wurde u. a. die Walter-Heilit Verkehrswegebau GmbH von der STRABAG übernommen und firmierte vom 1. August 2005 bis Ende 2014 als HEILIT+WOERNER Bau GmbH.

## Bauten in München
Altstadt
- Geschäftshaus Neuhauser Str. 20 (1865)
- Mietshaus Dreifaltigkeitsplatz 2 (1896)
- Orlando-Haus Platzl 4 (1898)
- Mietshaus Westenriederstraße 45 (1900)
- Stattliches Eckhaus Tal 38 (1901)
- Mietshaus Müllerstraße 12 (1902)
- Eckhaus Tal 7 (1903)
- Dresdner Bank Promenadenplatz 7 (1906)
- Geschäfts- und Wohnhaus Residenzstraße 24 (1906)
- Singer-Haus Kaufingerstraße 11a (1907)
- Geschäftshaus Altheimer Eck 13 (1908)
- Geschäftshaus Weinstraße 4 (1909)
- Zechbauerhaus Residenzstraße 10 (1910)
- Geschäftshaus/Gaststätte Franziskaner Perusastraße 5 (1910)
- Geschäftshausblock Sendlinger-Tor-Platz 10 (1913)

Maxvorstadt
- Neurenaissancebau Thorwaldsenstraße 12 (1884)
- Privatklinik Josephinum Schönfeldstraße 16 (1902)
- Ehem. Bay. Versicherungsbank Ludwigstraße 21 (1910)
- Mietshaus Nymphenburger Straße 19 (1912)

Neuhausen / Gern
- Reihenhausgruppe, Gerner Straße 22 (1892)
- Malerische Fachwerkvilla, Böcklinstraße 57 (1892)
- Villa mit Eckerker, Böcklinstraße 25 (1892)
- Reihenhausgruppe Böcklinstraße 41 (1893)
- Reihenhaus in Ecklage Böcklinstraße 19 (1893)
- Reihenhausgruppe  Böcklinstraße 33 (1894)
- Villen in Ecklage Böcklinstraße 12 und 31 (1895)
- Reihenhausgruppe Tizianstraße 24 (1895)
- Eckhaus Kratzerstraße 18 (1895)
- Evang.-Luth. Christuskirche und Pfarrhaus Dom-Pedro-Platz 3 und 4 (1899)
- Reihenhausgruppe Kratzerstraße 26 (1897)
- Villa Gerner Straße 10 (1897)
- Mietshäuser Olgastraße 5 und 7 (1911)

Isarvorstadt
- Mietshaus Rumfordstraße 48 (1892)
- Eckpavillon Jahnstraße 45 (1896)
- Mietshaus Lindwurmstraße 49 (1899)
- Mietshaus Pestalozzistraße 31 (1909)
- Mietshaus Am Glockenbach 5 (1909)
- Wohnanlagen Dreimühlenstraße 12 und 14 (1909)

Haidhausen
- Privatvilla Maria-Theresia-Straße 4a (1896)
- Mietshaus Elsässer Straße 25 (1902)
- Mietshäuser Preysingstraße 4 und 6 (1910)

Thalkirchen
- Mietshaus Alfred-Schmidt-Straße 1a (1896)
- Villa Boschetsrieder Straße 12 (1898)
- Villa Maria-Einsiedel-Straße 42 (1899)
- Villen Heilmannstraße 25 und 27 (1901)
- Symmetrische Reihenhausgruppe Josephinenstraße (1910)[6]
- Villa Josephinenstraße 18b (1927)

Obersendling
- Freistehendes Mietshaus Boschetsrieder Straße 44 (1897)

Lehel
- Mietshaus Thierschstraße 1 (1900)
- Doppelhaus Mannhardtstraße 10 (1901)
- Eduard-Hartmann-Haus, Adelgundstraße 3 (1901)
- Mietshaus Thierschstraße 3 (1902)

Bogenhausen
- Villa Möhlstraße 3 (1901)
- Ehem. Landesversicherungsanstalten Holbeinstr 9 und Cuvilliestraße 14 (1905)
- Monumentalbau mit Ecktürmen Ismaninger Straße 109 (1909)
- Reihenhausgruppen Friedrich-Herschel-Straße 9 und Cuvilliestraße 1a (1910)
- Villa Röntgenstraße 5 (1910)
- Wohnhäuser Rauchstraße 10 und 12 (1910)
- Villen Mauerkircherstraße 39, 41 und 43 (1911)
- Villen Delpstraße 6 und Possartstraße 13 (1922)
- Villen Sternwartstraße 6 und Menzelstraße 2 (1924)
- Wohnhausgruppe Ismaninger Straße 152 bis 158 / Pixisstraße 1 und 3 (1927)

Schwabing-West
- Symmetrische Wohnanlage Clemensstraße 55 (1908)

Sendling
- Mietshausgruppen Valleystraße 15, 21 und 28 (1910)
- Wohnanlage Valleystraße 34 (1910)
- Mietshausgruppe Implerstraße 54 (1910)
- Mietshaus Danklstraße 32 (1910)
- Mietshaus Lindenschmitstraße 25 (1912)
- Mietshausgruppe Thalkirchner Straße 272 (1924)
- Wohnhausgruppe Dietramszeller Platz 6, 8 und 10 (1912)

Ludwigsvorstadt
- Villa Bavariaring 45 (1911)
- Geschäftshaus Lindwurmstraße 76 (1911)
- Mietshäuser Güllstraße 3 und 4 und Grimmstraße 1–3 (1911)
- Villa in Ecklage Bavariaring 37 (1912)
- Pressehaus Paul-Heyse-Straße 4 (1912)
- Geschäftshaus Paul-Heyse-Straße 20 (1912)

Schwanthalerhöhe
- Wohnhausgruppe Tulbeckstraße 42 (1910)
- Wohnanlage Tulbeckstraße 41 (1911)
- Mietshäuser Astallerstraße 17, 19 und 21 und Anglerstraße 7, 11, 18, 20 und 22 (1912)
- Mietshäuser Astallerstraße 24 und 26 (1913)

Untergiesing
- Mietshaus Untere Weidenstraße 2 (1911)
- Wohnanlagen Teutoburger Straße 1–6, Gerhardstraße 2, 4, 6, 8, 10 und 12 und Agilofingerstraße 9, 11 und 13 (1912)

Solln
- Doppelvilla Großhesseloher Straße 19a (1911)

Schwabing-Freimann
- Mansarddachvilla Potsdamer Straße 1a (1923)
- Doppelvilla Destouchestraße 6 (1923)

(Quelle: Immobilien-Report München, 15. Dezember 2017)